# ユニバーサル・スタジオ・シンガポール
ユニバーサル・スタジオ・シンガポール (Universal Studios Singapore、通称：USS) はシンガポール、セントーサ島のリゾート・ワールド・セントーサ内にある映画のテーマパーク。
ユニバーサル・スタジオ・ジャパンに続いてアジアで第二の、東南アジアでは初のユニバーサル・スタジオ・テーマパークになる。他のユニバーサル・スタジオと比較すると小規模である。

## 歴史
- 2008年
  - 4月19日 - 建設開始。
- 2010年
  - 3月18日 -  ソフトオープン[1]。
- 2011年
  - 5月16日 -  新アトラクション「マダガスカル・クレート・アドベンチャー」導入。
  - 5月28日 -  正式にグランドオープン。
  - 10月 - 第1回ハロウィーン・ホラー・ナイトを開催。
  - 12月3日 - 新アトラクション「トランスフォーマー・ザ・ライド3D」導入。
- 2012年
  - 5月24日 - セサミストリートとの提携を発表。パーク内でのグッズ展開を開始。
- 2013年
  - 3月1日 - 新アトラクション「セサミストリート・スパゲティ・スペース・チェイス」導入。
  - 7月21日 - 「バトルスター・ギャラクティカ」の運営を休止。
- 2015年
  - 4月8日 - 新アトラクション「長ぐつをはいたネコの冒険」導入。
  - 5月29日 - 「バトルスター・ギャラクティカ」の運営を、1年10ヶ月ぶりに再開。

- 2022年
  - 3月27日 - 世界各国のユニバーサルスタジオで唯一存在していた「マダガスカル・エリア」がクローズ

- 2025年
  - 2月14日 - マダガスカルエリア跡地に新エリア「ミニオン・ランド」がオープン

### 今後の計画
- 新エリア「スーパー・ニンテンドー・ワールド」を2025年内にオープン予定[2]

## 施設概要
- 所在地 - セントーサ島。
- 敷地面積 - 20ha
- 開業年 - 2010年3月18日開業[3]。
- アトラクション数 - 15
- ショー数 - 7

## 入場料金
平日・一日券
- 大人 - 83S$
- 子供 - 62S$

週末・一日券
- 大人 - 85S$
- 子供 - 64S$

## パークの構成/アトラクション
ハリウッド、ニューヨーク、SCI-FIシティ、古代エジプト、ザ・ロストワールド、遠い遠い国、ミニオン・ランドの7つのエリアで構成されている。

### ハリウッド
1970年代のハリウッドをテーマにしたエリア。他のユニバーサル・スタジオ・テーマパークにあるものとイメージは同様であるが、面積は他よりも狭くなっている。

### SCI-FIシティ
アトラクション
- バトルスター・ギャラクティカ:ヒューマン/サイロン
宇宙空母ギャラクティカをイメージしたジェットコースタータイプのアトラクション。「ヒューマン」と「サイロン」の2台があり、対になったアトラクションである。途中、地面すれすれを高速で進むポイントや急カーブが連続するポイント、2台のコースターが交差するポイントなどがあり、最高時速は90kmにも達する。

- アクセラレータ
コーヒーカップタイプのアトラクションで、アイランズ・オブ・アドベンチャーにあるストームフォースと同様のタイプ。

- トランスフォーマー・ザ・ライド
2011年12月に導入されたの3Dシミュレーションライドタイプのアトラクション。ユニバーサル･スタジオ･ジャパンなどにあるアメージング・アドベンチャー・オブ・スパイダーマンと同様のタイプのアトラクション。ゲストは3Dメガネをかけた状態で12人乗りのライドに乗り、トランスフォーマーの世界を再現したセットの中を進む。3D映像とその他の動きの連動により、実際にトランスフォーマーの世界を体感することができる。当初は世界中のユニバーサル・スタジオ・テーマパークで唯一のオリジナルアトラクションであったが、2012年にユニバーサル・スタジオ・ハリウッド、2013年にユニバーサル・スタジオ・フロリダ、2021年にユニバーサル・スタジオ・北京へ導入された。

レストラン
- スターボット・カフェ
- スターボット・アイスクリーム

ショップ
- ギャラクティカ PX
- トランスフォーマー・サプライ・ボールト

### 古代エジプト

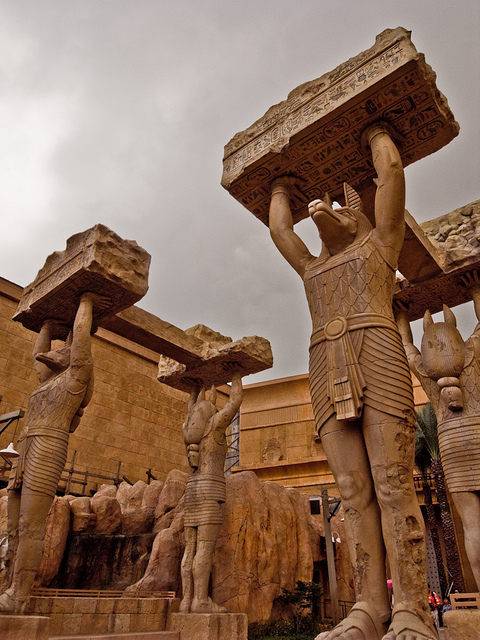
古代エジプトの像

アトラクション
- リベンジ・オブ・ザ・マミー
屋内ジェットコースタータイプのアトラクション。暗闇を疾走する中で、火の玉やミイラを模したオーディオアニマトロニクスを駆使し、心理的恐怖を演出したアトラクション。同様のアトラクションがユニバーサル・スタジオ・フロリダをはじめ、ユニバーサル・スタジオ・ジャパン以外のユニバーサル・スタジオ・テーマパークに導入されている。

- トレジャー・ハンター
エジプトの遺跡発掘をテーマにしたゴーカートタイプのアトラクション。ゲストはジープを模したライドに乗り、アトラクションを体験する。

レストラン
- オアシス・スパイス・カフェ

ショップ
- カーターズ・キュリオシティズ

### ザ・ロスト・ワールド
アトラクション

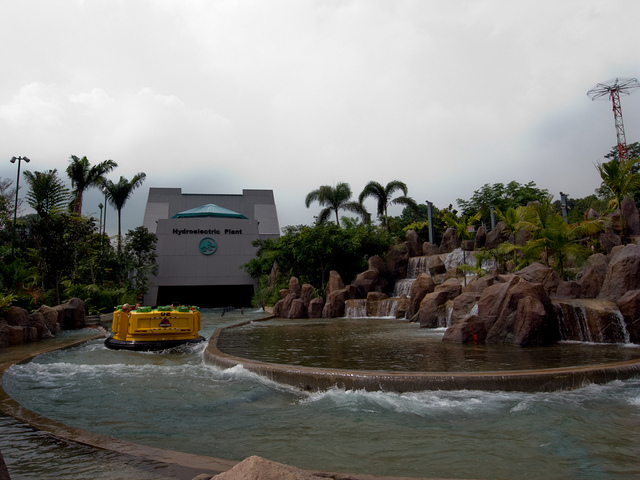
ジュラシック・パーク・ラピッド・アドベンチャー

- ジュラシック・パーク・ラピッド・アドベンチャー
他のユニバーサル・スタジオ・テーマパークにある「ジュラシックパーク・ザ・ライド（ジュラシックパーク・リバーアドベンチャー）」をラピット型に改造したアトラクション。ラストでティラノサウルスに襲われ、急降下がある、など共通点が多い。

- ウォーターワールド
1995年公開の映画「ウォーターワールド」の世界をモチーフにしたスタントライブショー。火や水の演出を使った迫力のある内容で、他のいくつかのユニバーサルスタジオでも導入されている。

- ダイノソアリン
子供向けのライドアトラクション。

- キャノピー・フライヤー
4人乗りのジェットコースタータイプのアトラクション。

- アンバー・ロック・クライム
ロッククライミングが体験できるアトラクション。ロスト･ワールドに存在する宝石を探すロッククライミング。

レストラン
- フォッシル・フュエルズ
- ディスカバリー・フードコート

ショップ
- ジュラシック・アウトフィッターズ
- ザ・ディノ・ストア

### 遠い遠い国
アトラクション
- シュレック 4-D アドベンチャー
アニメーション映画シュレックをモチーフにした4Dシアタータイプのアトラクション。他のユニバーサル・スタジオ・テーマパークにあるものと同様のアトラクションだが、建物が巨大な城になっている。

- マジック・ポーション・スピン
フェアリー・ゴッド・マザーのミニ観覧車。

- ドンキー・ライブ
シュレックのゆかいな仲間、ドンキ―と一緒に歌って楽しめるインタラクティブショ―。

- エンチャンテッド・エアウェイズ
遠い遠い国を見渡せるドラゴン型のローラーコースター。

レストラン
- ゴルディロックス
- フライアーズ
- フェアリー・ゴッドマザーズ・ジュースバー

ショップ
- フェアリー・ゴッドマザーズ・ポーション・ショップ